# Caramanta
Caramanta este un municipiu din departamentul Antioquia, Columbia.